# Ana Catalina Gonzaga de Mantua
Ana Catalina Gonzaga (Mantua, 17 de enero de 1566-Innsbruck, 3 de agosto de 1621), noble italiana que fue archiduquesa de Austria. Se hizo religiosa de la Orden de los Servitas de María después de la muerte de su marido, el archiduque Fernando II de Austria. Se abrió la causa para su canonización, pero hasta la fecha no ha avanzado.

## Biografía

### Primeros años
Hija del duque Guillermo Gonzaga de Mantua y de Montferrato y de la archiduquesa austriaca Leonor de Habsburgo, hija del emperador Fernando I y de Ana Jagellón de Hungría y Bohemia, hija del rey Vladislao II de Hungría. Su padrino era Felipe II de España. A pesar de su noble posición, Ana Catalina fue criada en un piadoso hogar católico, y su madre Leonor tenía mucha simpatía por la Bienaventurada Virgen María. La leyenda dice que cuando era una bebé, sus padres le daban un rosario a Ana para calmarla.
A eso de los 5 años, Ana Catalina se enfermó gravemente y casi murió. Contrajo una fiebre alta y sus extremidades comenzaron a hincharse. Durante dos años estuvo enferma. Finalmente sus padres apelaron a la Virgen María con profunda oración, prometiendo criar a Ana como hija de María si ella sobrevivía. Pronto se recuperó Ana y sus padres le contaron de la intervención de la Virgen María en su nombre y la promesa que habían hecho. A partir de ahí Leonor educó y guio a Ana Catalina en la devoción a María. A lo largo de la infancia de Ana Catalina mostró un sentido coherente de la piedad.
A los 9 años, se dijo que Ana Catalina habría tenido una visión de la Santísima Virgen María. Una noche, su habitación se sumergió en una luz brillante y María se le apareció y le habló. Mientras que ella reconoció a la mujer ante ella como María, fue incapaz de entender lo que le dijo. Sólo sería años más tarde que ella entendería el mensaje. Esta visión reforzó su antiguo deseo de convertirse en monja.

### Un matrimonio inesperado
En 1580, el archiduque Fernando II de Austria perdió a su esposa, Filipina. Ella era de la familia Welser, que no eran de la realeza. A pesar de que la pareja había criado a dos hijos juntos, ninguno de ellos era elegible para suceder a Fernando como archiduque, lo que animó a Fernando a buscar un nuevo matrimonio. 
La hermana de Fernando, Magdalena, le sugirió que considerara la posibilidad de casarse con su sobrina Ana Catalina. El 1 de enero de 1582, Fernando pidió al duque Guillermo su mano en matrimonio, a lo que Guillermo consintió. A pesar de que se dio cuenta de que esto pospondría su llamado a una orden religiosa, Ana Catalina respetó los deseos de su padre y no expresó ninguna objeción al matrimonio. 
Antes de salir de Mantua hacia Innsbruck, en Austria, Ana Catalina pidió que su padre le cumpliera algunos deseos. El primero, que se liberara a 15 presos en la celebración de su partida. El segundo fue una solicitud para donar dinero a 15 mendigos. El tercero fue una petición para proporcionar mobiliario de interior en 15 iglesias. Guillermo aceptó cada solicitud.

### Matrimonio y familia
Ana Catalina se casó a los 16 años en Innsbruck el 14 de mayo de 1582 con su tío materno, el archiduque Fernando II de Austria, conde del Tirol y se convirtió en Archiduquesa de Austria. En sus tres primeros años de matrimonio la pareja dio a luz a 4 hijas:
- Marta (1582);
- Ana Leonor (26 de junio de 1583 - 15 de enero de 1584);
- María de Habsburgo-Gonzaga (16 de junio de 1584 - 2 de marzo de 1649), monja;
- Ana de Habsburgo-Gonzaga (4 de octubre de 1585 - 15 de diciembre de 1618), casada con su primo, el emperador Matías I de Habsburgo. Viuda, ingresó en un convento.

Mientras Fernando amaba a sus hijas, albergaba internamente el deseo de tener un hijo para sucederle. Pronto se dio cuenta de que esto nunca sucedería y tuvo ataques de ira por el dilema. Finalmente Fernando llegaría a aceptar la situación y volvería a la razón. Como una manera de rectificar sus años de resentimiento y temperamento, dio a su mujer el Castillo de Wohlgemutheium y la Fortaleza de Thaur. Por su parte Ana Catalina era una esposa sumisa que se preocupaba por Fernando a lo largo de varias enfermedades. Fernando murió en 1595.

### Viudez

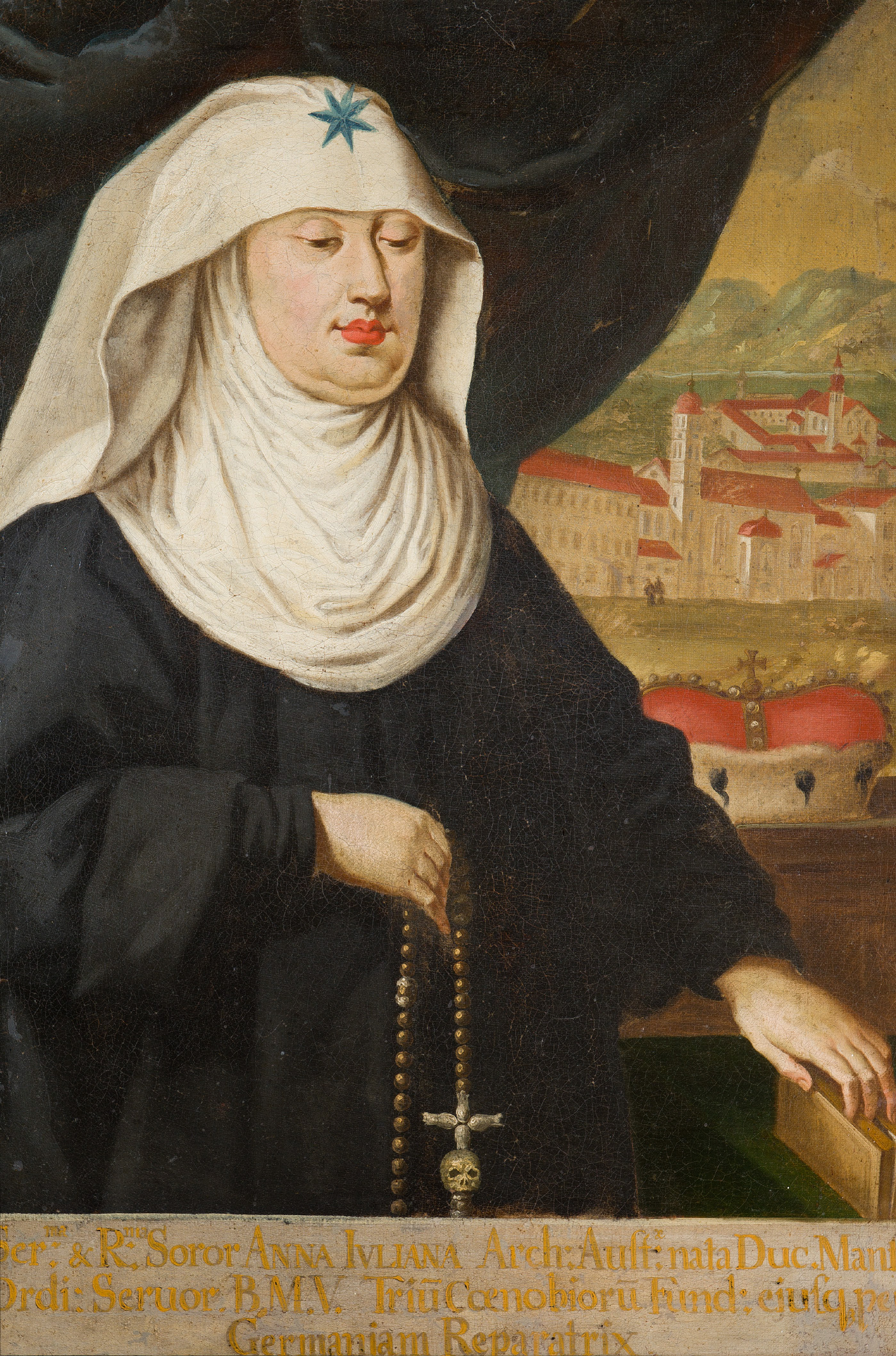
Ana Catalina en su viudez.

Aparte de su gran pena, Ana Catalina era responsable ahora del palacio de Innsbruck, lleno de funcionarios y dos hijas pequeñas. Pero Ana Catalina tomó este tiempo para redoblar su devoción a Dios y María. Con Fernando, Ana Catalina solía llevar una corona real y la joyería fina con el fin de satisfacerlo. Sin embargo, a raíz de su muerte, ella sustituyó la corona por un velo negro y llevaba un rosario alrededor del cuello. A pesar de su enorme riqueza, el objetivo de Ana era acabar completamente con los placeres mundanos.
En su palacio Ana vivía en pequeños cuartos adyacentes a una gran capilla que había construido desde la muerte de Fernando, la puerta conectaba a los dos a través de un pasillo secreto. Su habitación era bastante simple, la cama hecha de madera muy dura, con una delgada sábana para cubrirse. Ella abdicó atención primaria de sus dos hijas a la baronesa de Brandes.
El ambiente en el palacio asumió la sensación de un claustro religioso, en el que el centro del universo de todo el mundo giraba en torno a la piedad y devoción religiosa. Ana ahora, a su manera, llevaba a cabo un estilo de vida semi-monástica que había deseado durante mucho tiempo. Ella ayunaba todos los viernes, lo que permitió que su salud pudiera soportarlo.
Ana se dio cuenta de que debía destinar su considerable riqueza a los demás, y por eso se dio grandes sumas a la Iglesia para los pobres, manteniendo algunos por su propia familia. Ella comenzó a alimentar a los pobres en su palacio y los serviría personalmente. Ana también hizo muchas visitas a los enfermos y moribundos, siempre con sus hijas, para administrar medicamentos y para cuidar de ellos. Ella donó grandes sumas en especial a las instituciones religiosas en las áreas de Innsbruck y Mantua, a menudo considerada como una madre informal de los necesitados por su generosidad .

### Visiones de María
A través de los años Ana al parecer reportó una serie de visiones de la Virgen María. En 1606, en la Fiesta de la Anunciación y orando en su capilla, Ana supuestamente recibió otra de esas visitas de María dándole instrucciones para construir un convento en Innsbruck para los Siervos de María, Religiosas de la Tercera Orden de los Servitas fundada por santa Juliana Falconieri en el siglo XIV, de la que iba a ser un miembro. Con la bendición del Papa Paulo V, Ana procedió con la construcción. A través de la oración Ana recibió más instrucciones para construir su convento en los terrenos de su jardín; la primera piedra fue colocada en la fiesta de la Visitación en 1606.
El 2 de julio de 1607 Ana pidió al Obispo de Bresanona (Christoph IV von Spaur), y su hijastro, Maximiliano III de Austria, estar presentes para el establecimiento de la primera piedra. A pesar del comienzo del ceremonial, muchas personas influyentes de la región se opusieron a la construcción. Muchos asesores personales consideraron que sería agotar los recursos del palacio. Las tensiones relacionadas con esta oposición imprevista culminaron en una enfermedad grave para Ana. Su cuerpo se cubrió de llagas y quedó postrada en cama, con los médicos que temían lo peor.
Después de una misa personal celebrada para ella en su habitación Ana Catalina supuestamente tendría otra visión en la que la Virgen María se le apareció, asegurando su protección. Ana se levantó de la cama de inmediato, estaba completamente curada de su dolencia, y prometió completar el proyecto sin importar las probabilidades. Un día, durante la construcción, un deslizamiento de tierra ocurrió cuando los trabajadores estaban trabajando en el lugar, enterrando a un trabajador. Después que había pasado un tiempo considerable, los otros encontraron su cuerpo y se sorprendieron al encontrar que ni siquiera estaba herido. Este incidente calmó a gran parte de la oposición a la construcción del convento, visto por muchos como un milagro. La historia cuenta que el proyecto seguramente llevaría a la quiebra a Ana, pero milagrosamente el dinero siempre estuvo ahí, sin importar el costo.

### Vida religiosa y culto
Tras la finalización del convento, Ana entró en la comunidad, y tomó el hábito religioso de los Siervos, junto con el nombre de Ana Juliana, en honor a la fundadora de la Orden. Fue allí donde murió en 1621. 
Inmediatamente después de su muerte, la devoción a Ana como una santa comenzó a crecer. En 1693 un proceso para su canonización fue abierta por el entonces obispo de Bresanona, el conde Johann Franz von zu Khuen Liechtenberg. La causa, sin embargo, nunca ha avanzado.